# Maso di Banco
Maso di Banco o Maso di Banco Giottino (Florència ? - 1348 Florència) va ser un pintor italià del segle xiv, que va treballar a Florència (Itàlia). El seu estil rep les influències de Giotto di Bondone, i és, al costat de Taddeo Gaddi, un dels seus alumnes més actius i destacats.

## Biografia

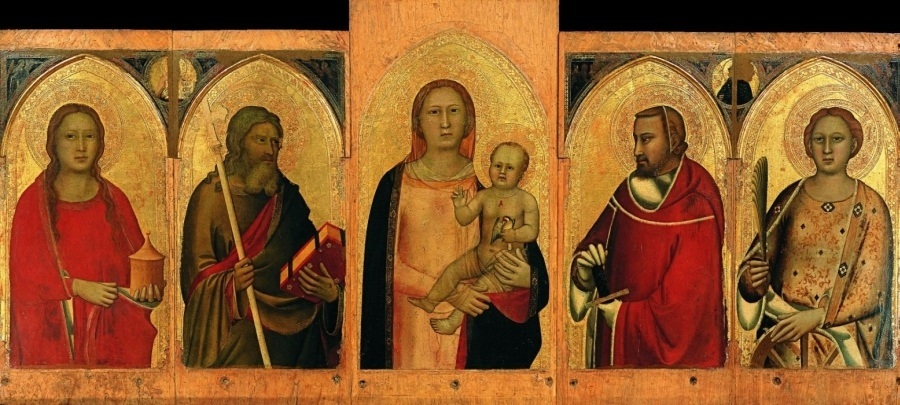
Retaule de l'església de Santo Spirito a Florència

Se'n sap poc de la seva vida. Està documentat cap a 1320. Es creu que va morir durant la pesta de l'any 1348. La seva presència està atestada al taller del seu mestre, participant en les pintures dels grans frescs encarregats pel rei Robert I de Nàpols per al Castell Nou de Nàpols. També va participar en els treballs de Giotto a la Basílica de la Santa Creu de Florència. El seu fresc d'un «Judici particular» es troba en la tomba de la família Bardi, en una capella del transsepte de la Santa Creu, representa la família pregant per la seva ànima davant de Jesucrist. Datada d'al voltant del 1340, Giorgio Vasari va atribuir erròniament aquests frescos a Giottino. La seva obra es caracteritza per ésser composicions austeres i planes.

## Obres destacades
Partint de l'estudi de la sèrie de pintures de la Història de sant Silvestre i de Constantino de la capella Bardi di Vernio de la Santa Creu, ha estat possible reconstruir la tipologia de la pintura de Maso i atribuir-li les següents obres:
- un fresc en la lluneta amb Coronació de la Mare de Déu (ara al Museu dell'Opera del Duomo (Florència));
- un políptic desmembrat, dels quals avui solament queden la Mare de Déu am l'Infant al (Gemäldegalerie (Berlín)) i el Sant Antoni de Pàdua al (Museu Metropolità d'Art de Nova York);
- el retaule de l'església de Santo Spirito a Florència;
- la taula amb la Madonna della Cintola (Gemäldegalerie (Berlín));
- la Coronació de la Mare de Déu (Museu de Belles Arts de Budapest);
- la Dormició de la Mare de Déu (Museu Condé, Chantilly);
- un tríptic portàtil (Museu Brooklyn, Nova York);

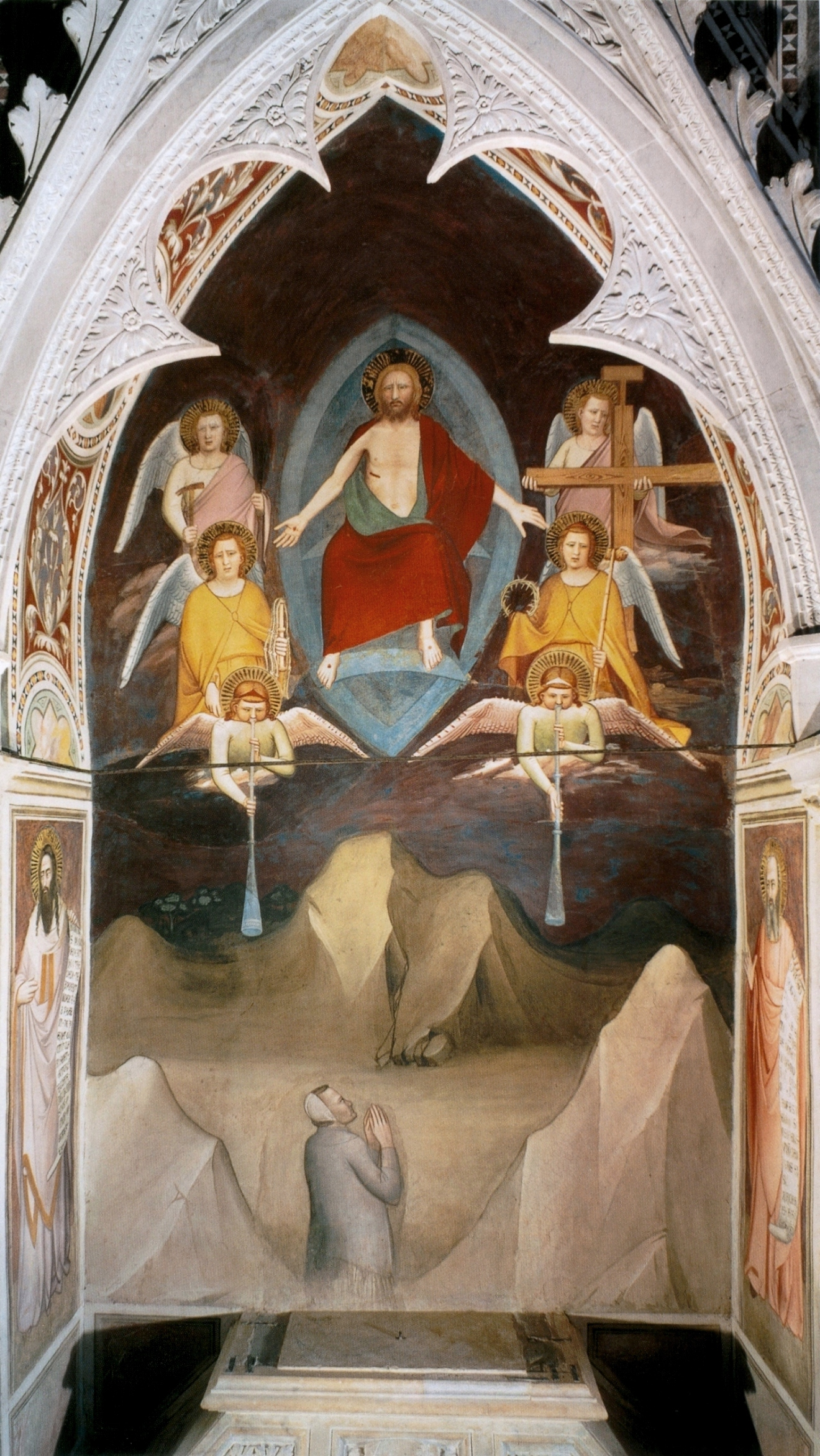
Capella Bardi di Vernio
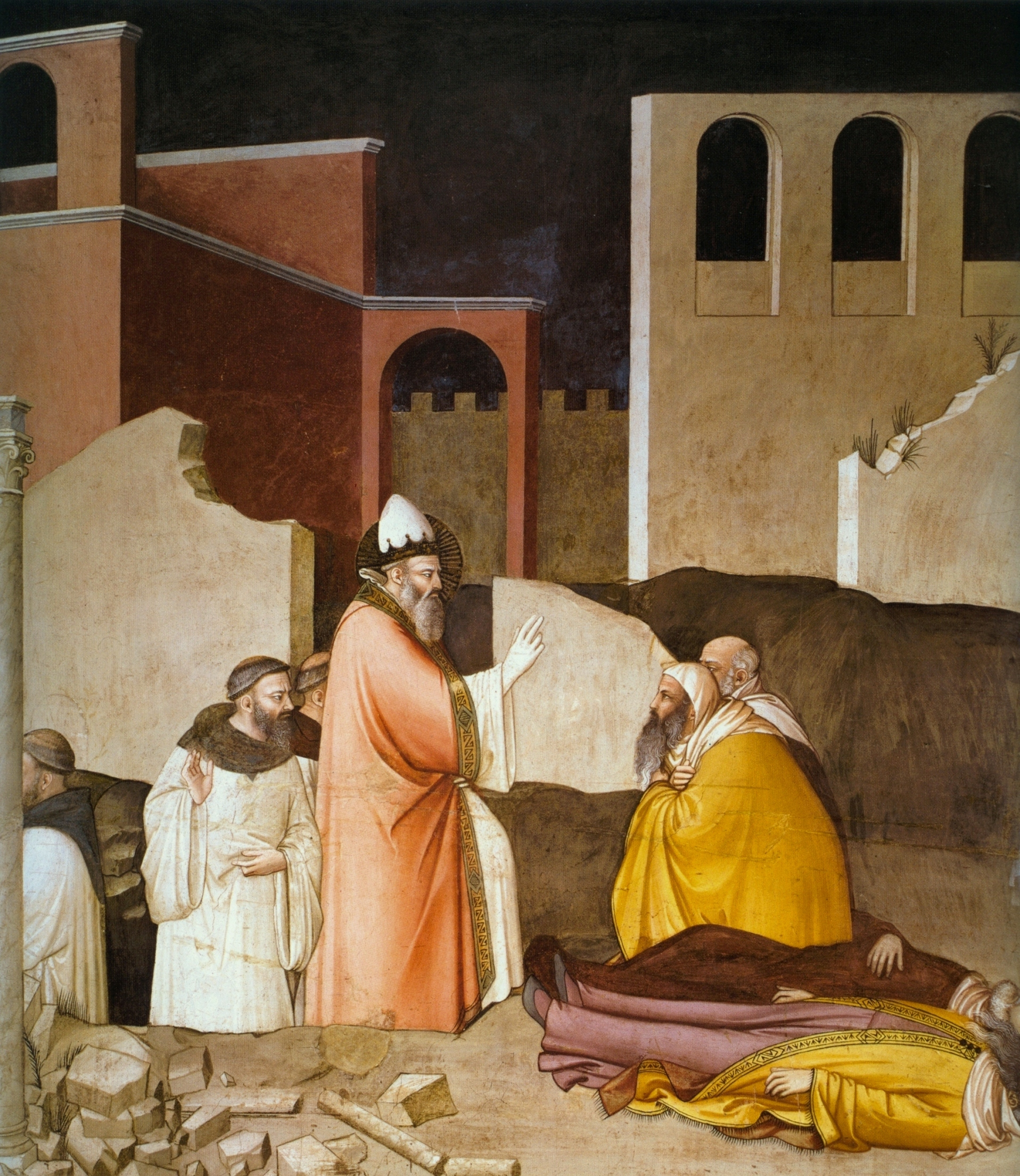
Capella Bardi di Vernio
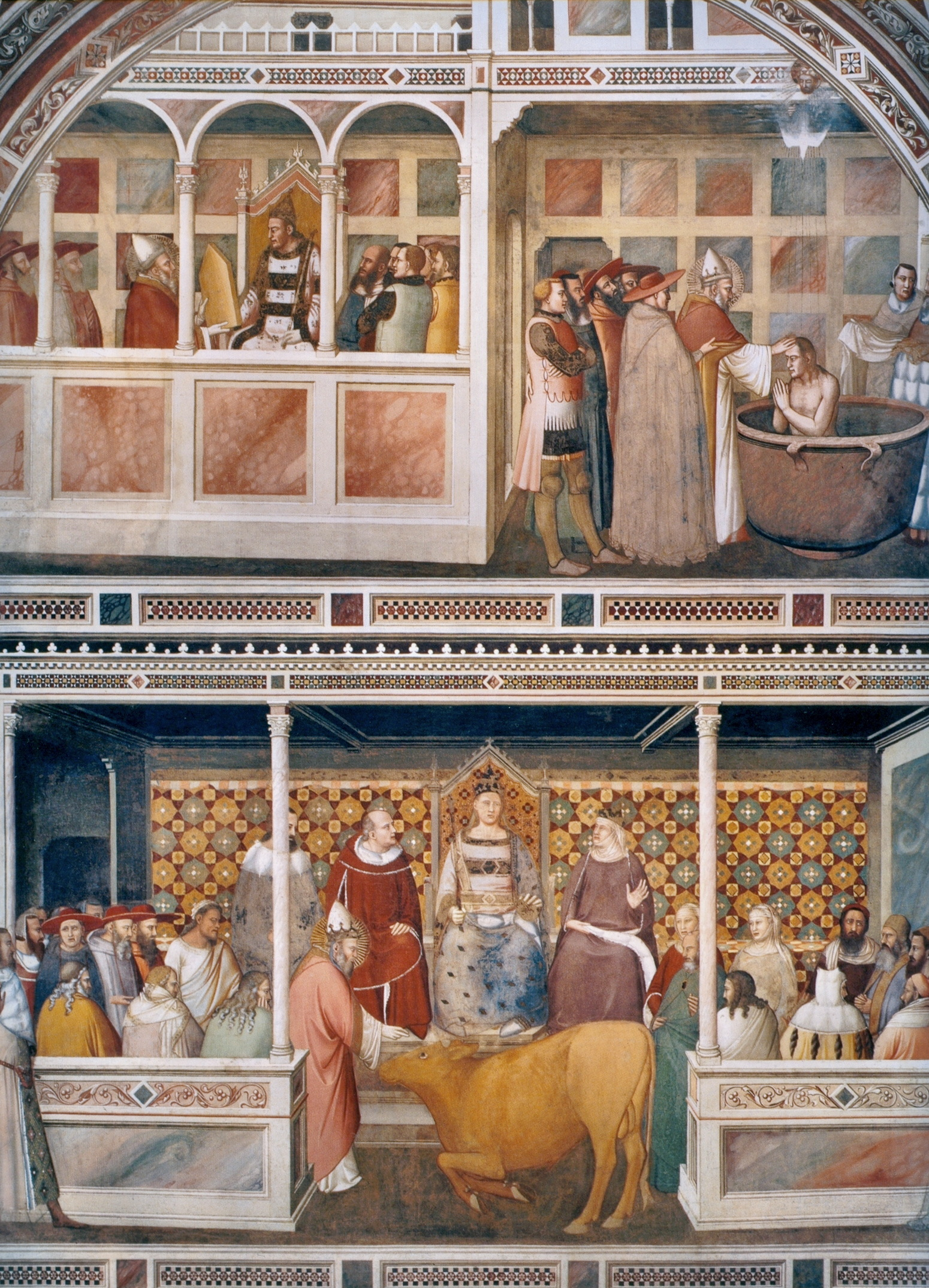
Capella Bardi di Vernio

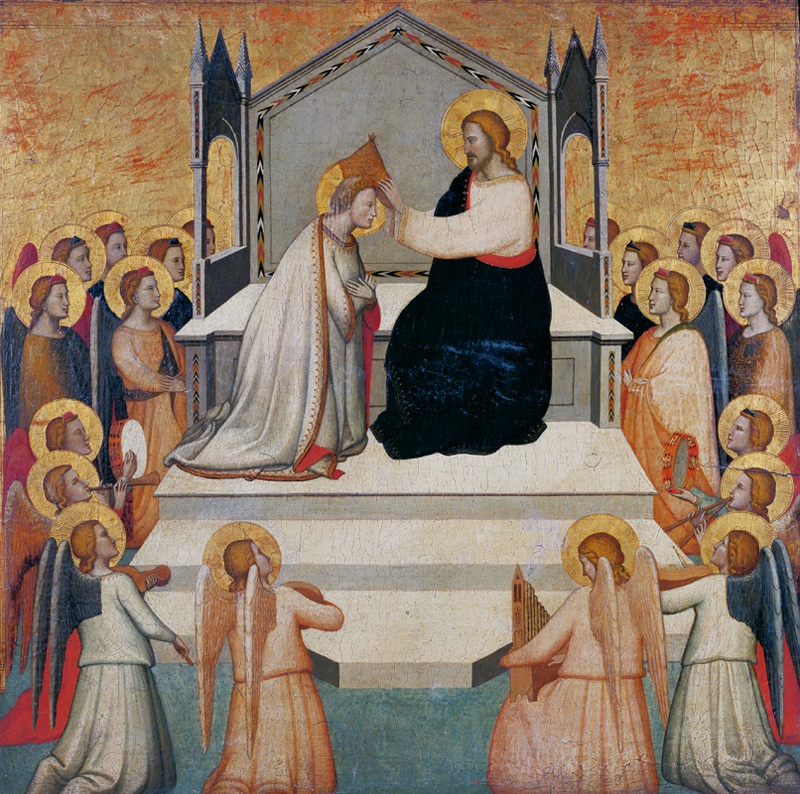
Coronació de la Mare de Déu Museu de Belles Arts de Budapest
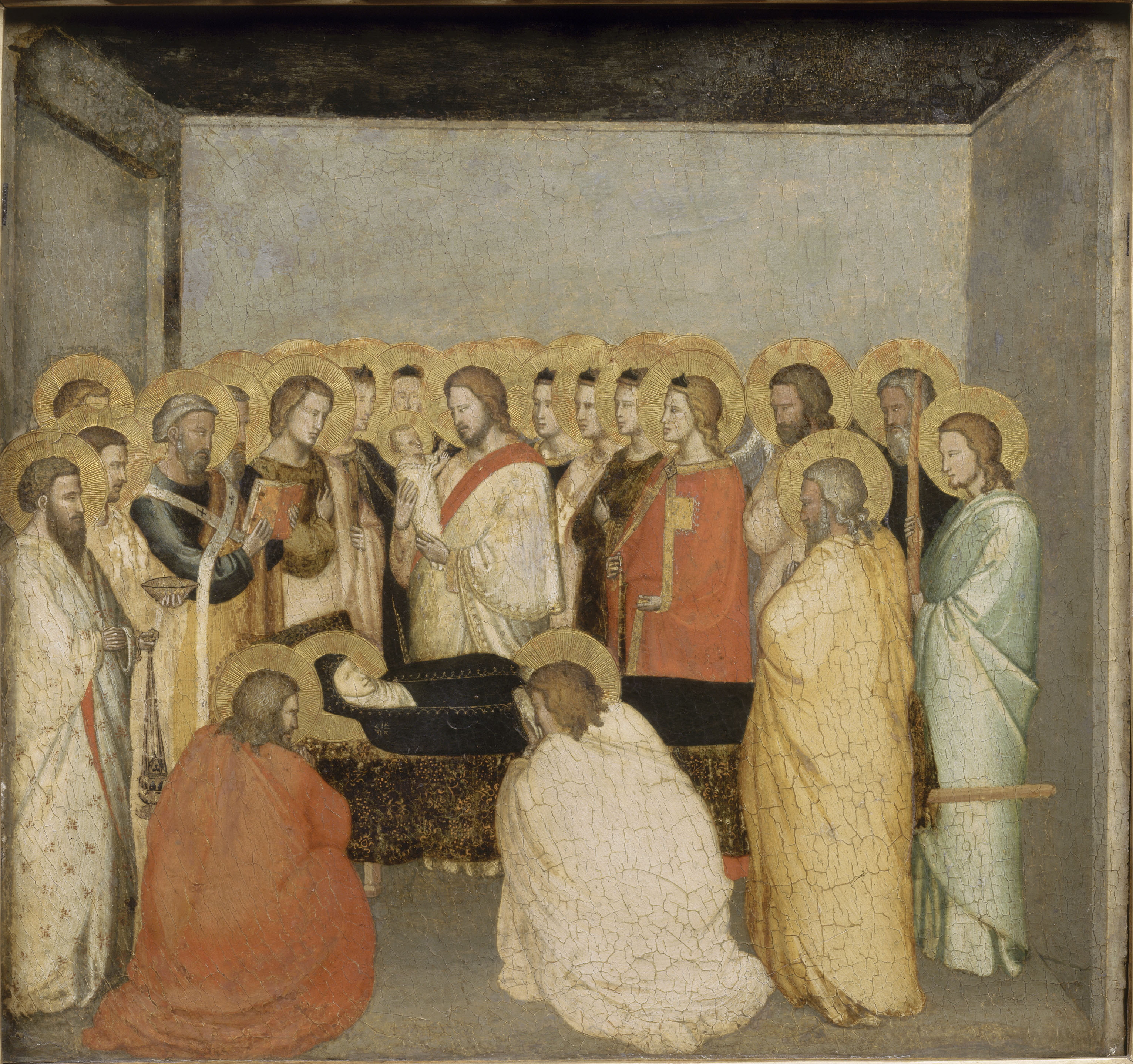
Dormició de la Mare de Déu (Museu Condé, Chantilly
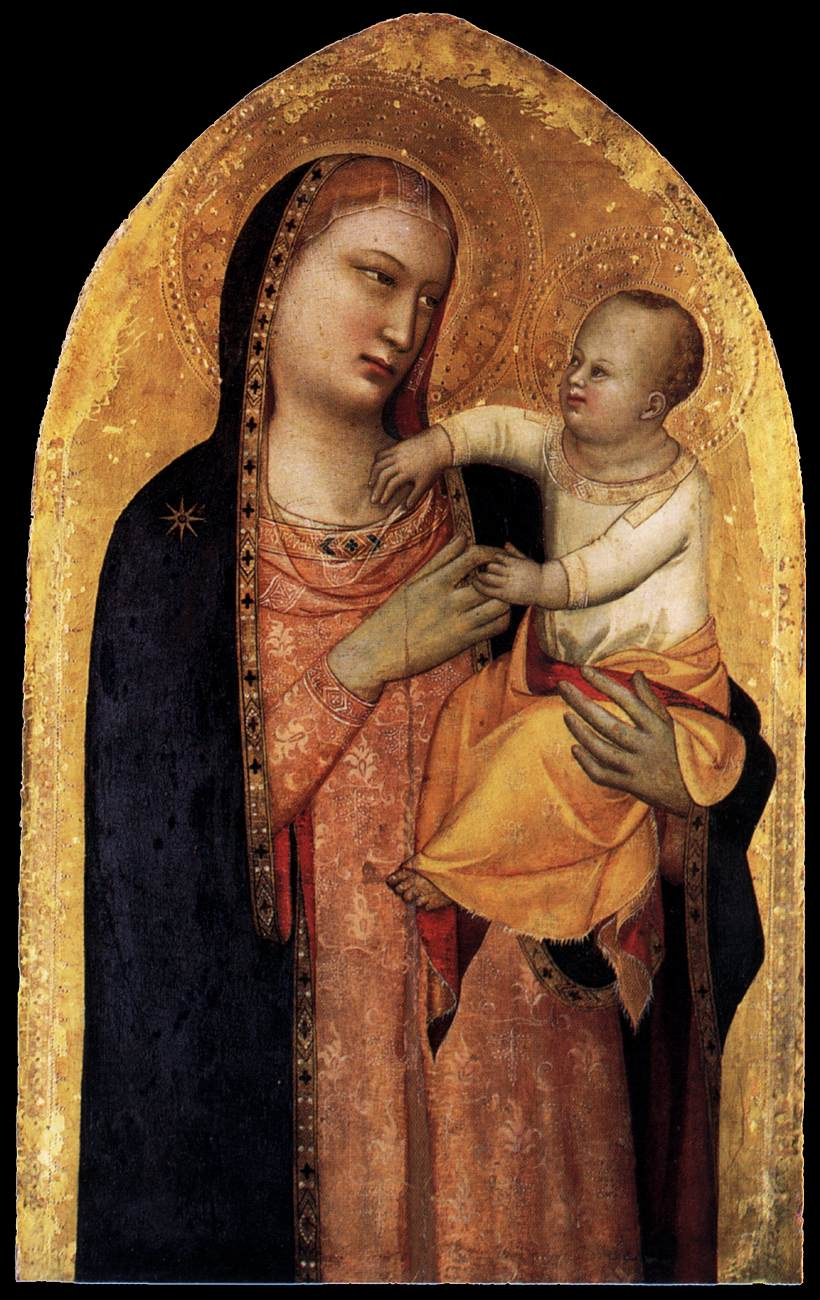
Mare de Déu am l'Infant Gemäldegalerie (Berlín)
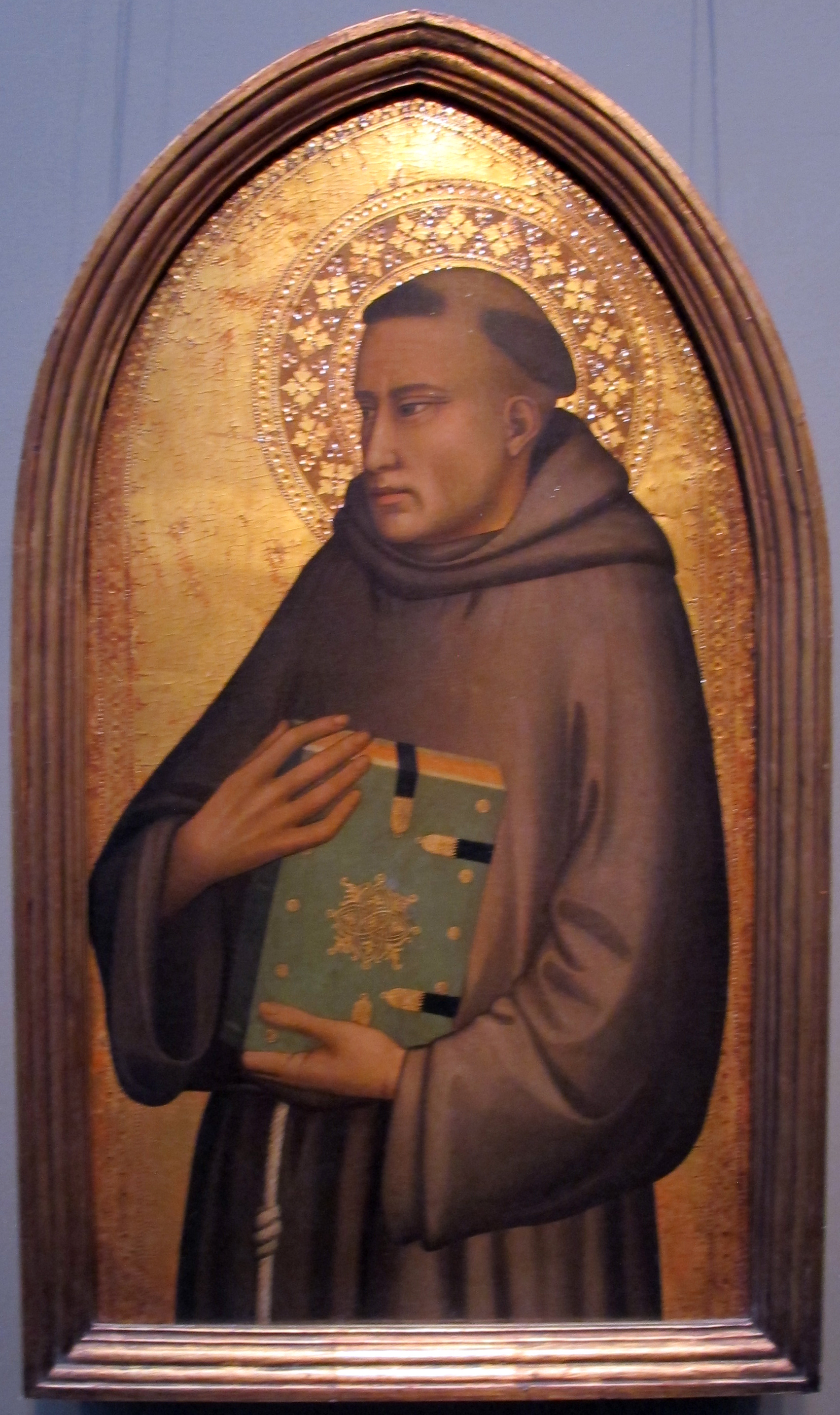
Sant Antoni de Pàdua Museu Metropolità d'Art de Nova York